# 石山守宫木
石山守宫木（学名：Sauropus delavayi）为大戟科守宫木属下的一个种。